# Scacchi alla XXVII Universiade
Il torneo di scacchi della XXVII Universiade si è svolto a Kazan', in Russia, dal 9 al 15 luglio 2013.

## Podi
| Evento              | Oro                             | Argento                                                      | Bronzo                                               |
| Maschile            |                                 |                                                              |                                                      |
| Singolare maschile  | Wesley So                       | Zaven Andriasian                                             | Li Chao                                              |
| Singolare femminile | Zhao Xue                        | Ju Wenjun                                                    | Tan Zhongyi                                          |
| Misto               | Cina Ju Wenjun Li Chao Zhao Xue | Russia Anastasija Bodnaruk Maksim Matlakov Anastasija Savina | Polonia Klaudia Kulon Wojciech Moranda Jacek Tomczak |

## Medagliere
| Pos.   | Paese     |   |   |   | Totale |
| ------ | --------- | - | - | - | ------ |
| 1      | Cina      | 2 | 1 | 2 | 5      |
| 2      | Filippine | 1 | 0 | 0 | 1      |
| 3      | Armenia   | 0 | 1 | 0 | 1      |
| 3      | Russia    | 0 | 1 | 0 | 1      |
| 5      | Polonia   | 0 | 0 | 1 | 1      |
| Totale | Totale    | 3 | 3 | 3 | 9      |